# Patrik 1,5
Patrik 1,5 es una película sueca de comedia dramática dirigida por Ella Lemhagen y estrenada el 12 de septiembre de 2008. Se basa en una obra teatral de Michael Druker.

## Argumento
Sven (Torkel Petersson) y Göran (Gustaf Skarsgård) son un matrimonio gay que se trasladan a un barrio residencial en las afueras de la ciudad, donde son recibidos por el vecindario con actitudes que van desde la sincera bienvenida, hipocresía e incluso hasta la abierta homofobia. La pareja se encuentra en trámites de adoptar un niño, pero encuentran dificultades puesto que la mayoría de países con niños disponibles para la adopción no aceptan a parejas gais como adoptantes. Göran es el que está más ansioso por ser padre, mientras que Sven ya tiene una hija de un matrimonio anterior, Isabell, una adolescente de dieciséis años que no se muestra muy feliz con la salida del armario de su padre. 
Finalmente, la pareja recibe una carta de servicios sociales que les informa que se les ha asignado a un niño de un año y medio. Sin embargo, en el día señalado, en su lugar se presenta Patrik (Tom Ljungman), un delincuente juvenil de quince años homofóbico que no quiere vivir con una pareja gay. Como es viernes por la tarde tienen que esperar al lunes para resolver lo que piensan que ha sido un error de identidades. Tras un tenso fin de semana, descubren que el error burocrático no consistió en que se cambiaran los niños, sino que sólo se había corrido la coma en la edad en la copia de la carta que recibieron y que habían aceptado acoger a un adolescente de quince años y no a un niño de 1,5. Por ende, deben quedarse con Patrik hasta que los servicios sociales logren encontrarle un nuevo hogar.
Esta situación provoca que afloren las tensiones de la pareja y que Sven vuelva a retomar el hábito de la bebida que había abandonado, todo ello origina que Sven termina abandonando la casa y decidan separarse. Göran empieza a mostrar cierto sentimiento paternal hacia Patrik, quien gracias a su interés por la jardinería, Göran y Patrik comienzan a llevarse bien. Göran descubre que Patrik en realidad no es un mal chico, sino que es inteligente y trabajador pero que ha tenido una vida muy difícil de la que ha pasado la mitad en orfanatos, y que sueña con vivir en una familia normal con padres, hermanos y un perro. Además al vivir juntos, Patrik destierra sus prejuicios sobre las personas gais. Es entonces cuando Göran cambia de opinión y decide que quiere quedarse con Patrik, pero los servicios sociales le informan que por estar separado su situación ha cambiado y que debe comenzar los trámites legales desde el principio.
Después de un tiempo separados, Göran y Sven no se han olvidado el uno al otro y tras un encuentro en el que Sven le dice que ha dejado de nuevo la bebida deciden volver a vivir de nuevo juntos. Pero la felicidad se les trunca cuando servicios sociales les comunica que contra todo pronóstico han encontrado un hogar para Patrik con un matrimonio de dos hijos. Patrik es llevado por los servicios sociales, pero a los pocos días vuelve a visitarles y cuando le preguntan que tal la nueva familia, este les dice que no están mal, pero que no tienen un perro. Rápidamente Sven le dice que ellos ya habían hablado de la posibilidad de tener un perro. Finalmente, Patrik decide quedarse con ellos y formar parte de una familia diferente y con un perro.

## Reparto
- Gustaf Skarsgård como Göran Skoogh
- Torkel Petersson como Sven Skoogh
- Tom Ljungman como Patrik
- Annika Hallin como Eva
- Amanda Davin como Isabell
- Jacob Ericksson como Lennart Ljung
- Anette Sevreus como Louise Ljung
- Mirja Burlin como Carina Karlsson
- Antti Reini como Tommy Karlsson
- Marie Delleskog como Britt-Marie Svensson
- Johan Kylén como Jefe de servicios sociales
- Kristian Lima de Faria como Asistente social
- Karin de Frumerie como Tecepcionista
- Anders Lönnbro como Urban Adler
- Åsa-Lena Hjelm como Vivianne